# Loch Linnhe

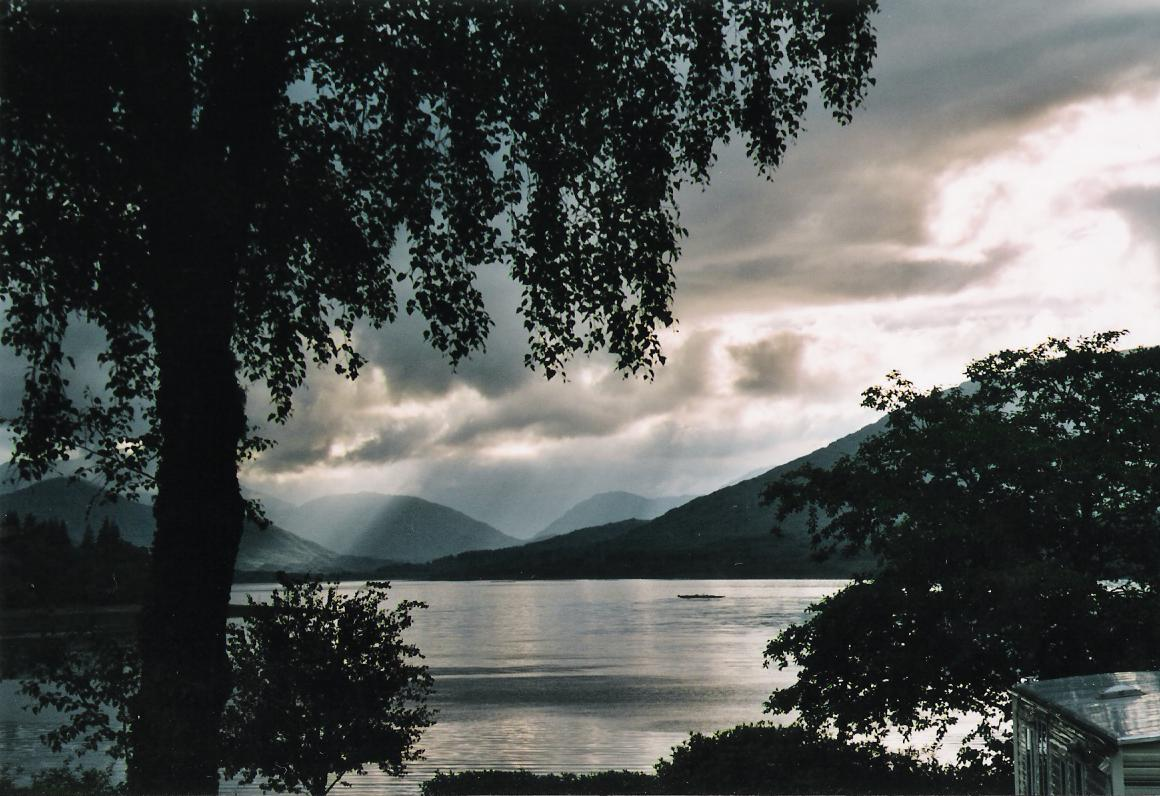
Estuari de Linnhe.

El fiord de Linnhe també conegut com a loch Linnhe i en gaèlic escocès com An Linne Dhubh corrent a dalt de Corran i com An Linne Sheileach corrent a baix de Corran). En realitat és un estuari o fiord i no un llac com a tal, a la costa occidental d'Escòcia (Regne Unit).
El fiord de Linnhe té 15 quilòmetres de longitud, i una amplària mitjana de 2 km. S'obre a l'estuari de Lorne en el seu extrem sud-occidental, al costat del llac Leven. La branca de l'estuari que queda al sud-est de l'illa de Lismore és conegut com el Lynn of Lorne. El llac Eil aboca aigües en el fiord de Linnhe en el punt més septentrional d'aquest últim, mentre que llac Creran alimenta el Lynn of Lorne des de l'Est. La ciutat de Fort William queda en l'extrem nord-est del fiord, a la boca del riu Lochy.